# Will the Real Martian Please Stand Up?
"Will the Real Martian Please Stand Up?" és el vint-i-vuitè episodi de la segona temporada, i el 64è total de la sèrie de televisió d'antologia La Dimensió Desconeguda. Es va emetre originalment el 26 de maig de 1961 a CBS.

## Narració d'obertura
| « | Nit d'hivern de febrer, el present. Ordre dels esdeveniments: una trucada telefònica d'una dona espantada que assenyala l'arribada d'un objecte volador no identificat, després el checkout que acabeu de presenciar, amb dos agents de l'estat verificant l'esdeveniment, però sense res més il·luminador a afegir més enllà de l'evidència d'algunes pistes que travessen l'autopista fins a un restaurant. Has sentit a parlar d'intentar trobar una agulla en un paller? Bé, queda’t amb nosaltres ara, i formaràs part d'un equip d'investigació la missió del qual no és trobar aquesta proverbial agulla, no, la seva tasca és encara més difícil. Han de trobar un marcià en un restaurant i, en un moment, buscaràs amb ells, perquè acabes d'aterrar, a La Dimensió Desconeguda. | » |

## Argument
Mentre investiguen informes sobre un OVNI, els agents estatals Dan Perry i Bill Padgett troben proves que alguna cosa es va estavellar en un estany congelat i el seu ocupant va fugir a un restaurant proper anomenat Hi-Way Café. En arribar, els agents troben un autobús aparcat a l'exterior. Dins del menjador, es troben la cuinera Haley, el conductor d'autobús Olmstead i els seus passatgers: la ballarina Ethel McConnell, el vell estrany Avery, l'empresari Ross i dues parelles casades.
Els oficials anuncien que hi pot haver un sospitós alienígena entre ells i demanen que tothom s'identifiqui. Després de presentar-se, Olmstead afirma que es va veure obligat a parar al menjador a causa de la tempesta de neu a l'exterior. Després de saber que el pont de davant està tancat, els soldats diuen als passatgers que potser hauran d'esperar fins al matí a l'espera d'una inspecció per part de l'enginyer del comtat. Olmstead afirma que va comptar sis passatgers a l'embarcament inicial, però els soldats assenyalen set al menjador. Haley afirma que el menjador estava buit abans que arribés l'autobús.
Després del debat inicial, Ethel suggereix que les parelles haurien d'eliminar les sospites ja que els cònjuges es coneixen. Les dues parelles estan d'acord, però comencen a sospitar. Quan se li demana la seva identificació, Ethel afirma que l'havien deixat amb el seu equipatge. Malgrat això, Olmstead avala per ella, admetent que sí que la va adonar. Mentre l'Avery fa broma i Ross es queixa de no poder fer una reunió important, les tensions augmenten després que la màquina de discos parpelleja i els dispensadors de sucre de sobretaula exploten. Aleshores, els oficials reben una trucada telefònica que els diu que el pont és segur de creuar. Olmstead està preocupat per la seva inestabilitat, però els oficials alleugen les seves pors i tothom se'n va després de pagar a Haley.
Un temps després, Ross torna sol i diu que el pont s’ha ensorrat, sense supervivents més que ell. Quan Haley li pregunta com va sobreviure Ross, aquest últim explica que tot el que va passar abans, com ara el jukebox i la trucada telefònica, eren il·lusions, i es revela com un explorador alienígena de tres braços enviat abans de la seva flota que arriba per assegurar-se que la Terra estigui preparada per la colonització marciana. Tanmateix, Haley revela que és un explorador alienígena de tres ulls de Venus i que els seus colons han interceptat la flota marciana.

## Narració de cloenda
| « | Incident en una petita illa, per creure o no. No obstant això, si un dandi de cara amarga anomenat Ross o un comptador gran i de bon humor que maneja una espàtula com si hagués nascut amb una a la boca, si alguna d'aquestes dues entitats entra a les vostres instal·lacions, faríeu bé d’agafar-los de les mans, tots tres, o comprovar el color dels seus ulls, tots tres. Els senyors en qüestió podrien intentar portar-vos a la Dimensió Desconeguda. | » |

## Repartiment
- John Hoyt com a Ross, l'home de negocis
- Jean Willes com Ethel McConnell, la ballarina
- Jack Elam com a Avery, l'home boig
- Barney Phillips com a Haley, la cuinera
- John Archer com el soldat Bill Padgett
- William Kendis com a Olmstead, el conductor de l'autobús
- Morgan Jones com el soldat Dan Perry
- Gertrude Flynn com a Rose Kramer, la dona gran[1]
- Bill Erwin com a Peter Kramer, el marit gran
- Jill Ellis com a Connie Prince, l'esposa més jove
- Ron Kipling com a George Prince, el marit més jove